# Jean-Louis-Ebenezer Reynier
Hrabě Jean Louis Ebenezer de Reynier (14. ledna 1771 v Lausanne, dnes Švýcarsko — 27. února 1814 v Paříži, Francie) byl francouzský generál období napoleonských válek.

## Život
Svým vzděláním inženýr, vstoupil roku 1792 do tvořící se revoluční armády k dělostřelectvu. Brzy se stal důstojníkem a sloužil jako adjutant v generálním štábu Severní armády a roku 1795 byl povýšen na brigádního generála. Roku 1796 byl náčelníkem štábu Rýnské armády, které velel Moreau. Vyznamenal se při ústupu k Rýnu a v bitvě u Biberachu a byl povýšen na divizního generála. Roku 1798 velel divizi za egyptské výpravy a roku 1799 se zúčastnil syrského tažení. Ponechán Bonapartem v Egyptě, v bitvě u Helipolisu (20. března 1800) pod velením Klébera rozhodl svým zásahem o vítězství. Kléberovým nástupcem generálem Menouem, s nímž míval rozpory, byl po porážce u Alexandrie 21. března 1801 zatčen a poslán zpět do Francie. Tam pro duel s Menouovým náhradníkem generálem d'Estaingem, jehož zabil, upadl do Bonapartovy nepřízně a byl odeslán na svůj statek v departementu Nievre. Teprve koncem roku 1805 obdržel rozkaz převzít velení divize určené do Neapole. Vyznamenal se u Gaëty roku 1806 a při obsazení Neapolska, ale Kalárii musel v důsledku porážky od Britů u Maidy (4. července 1806) vyklidit. Poté převzal vrchní velení v Neapoli a roku 1809 se stal ministrem války neapolského krále Joachima Murata. Ve válce s Rakouskem roku 1809 byl postaven v čelo armádního sboru a vyznamenal se zejména v bitvě u Wagramu. Poté převelen na Pyrenejský poloostrov, kde velel 2. sboru v Portugalsku. V ruském tažení roku 1812 mu přenechal Napoleon velení 7. sboru (složeného převážně ze Sasů), který se na Volyni spojil s Rakušany pod Schwarzenbergem. Roku 1813 stál v čele sboru Rýnského spolku a bojoval u Grossgörschenu, Budyšína, Grossbeerenu a Dennewitzu. V bitvě u Lipska byl pověřen krytím ústupu a padl 19. října do zajetí. Brzy vyměněn, přijel zpět do Paříže, ale již vážně nemocný a zemřel 27. února 1814. Jeho spis „De l'Égypte après la Bataille d'Helipolis“ vydali jeho dědicové jako Mémoires sur l' Égypte (Paříž 1827).